# Pericycos phlippinensis
Pericycos phlippinensis là một loài bọ cánh cứng trong họ Cerambycidae.